# Détroit de Kassos
Le détroit de Kassos (en grec : Στενόν Κάσου, Stenón Kásou) est un détroit de la mer Méditerranée situé dans les eaux grecques entre la petite île de Kassos et le cap Sídheros à l’est de la Crète. 
Il relie la mer de Crète (sud de la mer Égée) à la mer de Libye. Sa largeur est d’environ 45 km.